# Parmotrema overeemii
Parmotrema overeemii är en lavart som först beskrevs av Alexander Zahlbruckner, och fick sitt nu gällande namn av Elix. Parmotrema overeemii ingår i släktet Parmotrema och familjen Parmeliaceae.   Inga underarter finns listade i Catalogue of Life.